# Pop punk
Pop punk je glasbena zvrst med popom in punkom oz. v njej se mešajo prvine teh dveh zvrsti.
Med bolj znane pop punk skupine se danes uvrščajo: Blink-182, Plus 44, Green Day, Good Charlotte, Simple Plan, Sum 41, Billy Talent, GOB, Paramore, Panic! at the Disco idr., na območju Slovenije pa Zablujena generacija, Racija, Trash Candy idr.